# Povstání v Treblince

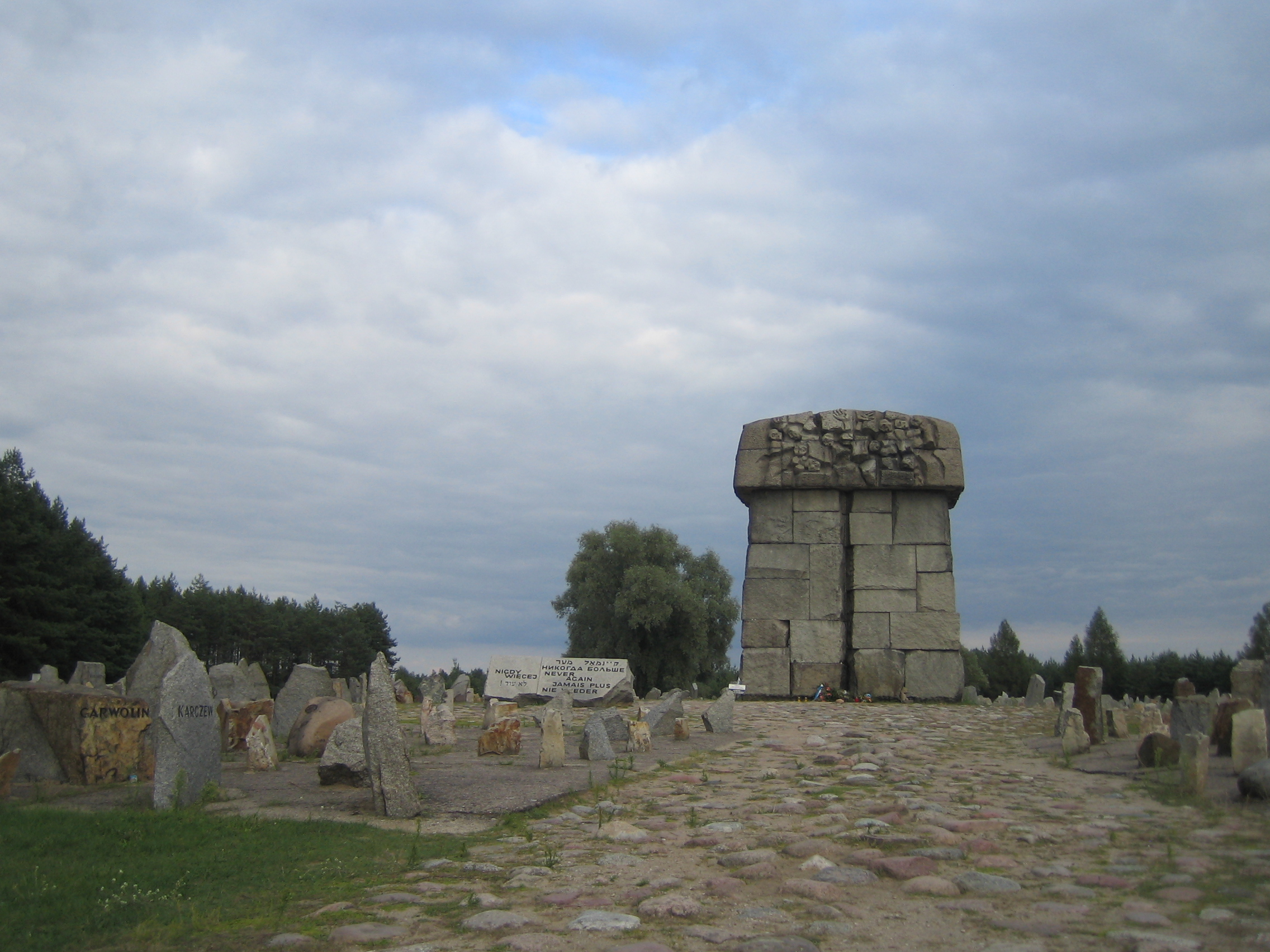
Památník na místě bývalého tábora Treblinka

Povstání v Treblince byla vzpoura vězňů uskutečněná 2. srpna 1943 ve vyhlazovacím táboře Treblinka. Z asi 850 vězňů se podařilo uprchnout přibližně 300 a minimálně 60 z nich přežilo válku. Jednalo se o jedno ze dvou úspěšně organizovaných povstání v nacistických vyhlazovacích táborech za druhé světové války. Druhé proběhlo v říjnu 1943 v táboře Sobibor a zorganizoval ho Alexandr Pečerskij.

## Treblinka
Treblinka (někdy též Treblinka II) byl vyhlazovací tábor zřízený poblíž pracovního tábora zvaného obvykle Treblinka I. Treblinka byla postavena koncem jara 1942 jako poslední z táborů Operace Reinhard. Plně provozuschopná se stala v červenci 1942 a táborové osazenstvo okamžitě začalo s masovým vyvražďováním židů z Generálního gouvernementu a přilehlých oblastí, především z Varšavy a okolí Białystoku. Do konce roku 1942 zde bylo zplynováno, postříleno či jinak zabito přes 700 000 lidí. Začátkem roku 1943 se počet transportů do tábora výrazně snížil, vraždění však s menší intenzitou pokračovalo nadále. Celkem v táboře zemřelo 780 000 až 900 000 lidí.
Chod tábora zajišťovalo 20–30 členů SS-Totenkopfverbände, 80–130 ukrajinských strážných a asi 700–1000 vězňů. SS-mani tábor řídili, vedli nástupy, rozdělovali práci, trestali ty, co se „provinili“, stříleli práce neschopné. Ukrajinci hlídali tábor, naháněli lidi do plynových komor, dohlíželi na hladký chod prací. Vězni, kteří měli to „štěstí“ a byli vybráni z transportů, měli na starosti chod tábora. Třídili věci přivezené lidmi z transportů, upravovali a opravovali táborové vybavení, vytahovali mrtvé z plynových komor, zahrabávali je do hromadných hrobů, později mrtvé exhumovali a spalovali.

Mapa táborů v Polsku, Bělorusku a Pobaltí

## Útěky z Treblinky
Za celou dobu existence uprchlo z Treblinky mnoho desítek lidí, nejvíce ze všech táborů Operace Reinhard. Útěky se dařily především v počátcích její existence, kdy v táboře panoval chaos a ještě nebyla plně zaběhnutá bezpečnostní opatření. Zpočátku vězni prchali tak, že se nechali zamaskovat věcmi ukradenými lidem z transportů a posílanými do Německa ve vlacích. Další možností útěku bylo dostat se skrze plot z ostnatého drátu, který nebyl napojen na elektřinu, a uprchnout do lesa. Nacisté však postupně zpřísnili bezpečnostní opatření, pečlivě prohledávali do Německa posílané věci, zesílili oplocení tábora a posílili hlídky. Od konce září 1942 tak útěky téměř ustaly. Na snížení počtu útěků měly vliv ještě dvě další skutečnosti. Nacisté přestali se stálým „pročišťováním“ (neboli likvidací) pracovního vězeňského komanda, které se ustálilo na přibližně stabilním počtu. Vězni tak nebyli bezprostředně ohroženi na životě, čímž se zmenšila motivace k útěku. Další „demotivační“ skutečností bylo zavedení krutých trestů nejen pro chycené uprchlíky (mučení), ale i zabíjení vězňů za každého uprchlíka (10 za 1).
Přesto však k několika dalším pokusům o útěk do konce roku 1942 došlo, ale jen minimum uspělo. V prosinci prokopalo celkem 7 vězňů tunel z baráku ven za tábor a 31. prosince 1942 se pokusili o útěk. Pěti mužům se podařilo prolézt tunelem za tábor, ale ukrajinští strážci je zahlédli a zahájili palbu. Nikoho nezasáhli, ale vzburcovali stráže a znemožnili uniknout dalším. Bohužel pro uprchlíky napadl té noci sníh a pronásledující jednotce tak stačilo sledovat jejich stopy. Dopadli je ve vesnici, kde si hodlali najmout vůz. Čtyři uprchlíci byli chyceni, jeden z nich byl zabit na místě, ostatní odvedeni do tábora, mučeni a pověšeni. Jediný, komu se podařilo uniknout, se jmenoval Lazar Sharson. Ten se vrátil do varšavského ghetta, kde se později připojil k povstání. V ruinách zničeného ghetta bojoval ještě v září 1943.

## Příprava povstání

Plánek vyhlazovacího tábora Treblinka

V roce 1943 výrazně ubylo transportů a naopak intenzivně pokračovalo pálení exhumovaných mrtvol. Pracovnímu komandu vězňů bylo zřejmé, že s koncem činnosti tábora se budou nacisté chtít zbavit všech svědků hrůzného vyvražďování. Vytvořilo se podzemní hnutí, které začalo s přípravou hromadného útěku. Plány byly různé. Zpočátku měli hrát důležitou roli ukrajinští strážní a peníze, které vězňové získali z majetku transportovaných a zavražděných a pak je ukryli. Vězňové od Ukrajinců chtěli za úplatu získat zbraně, ale tato cesta selhala. Strážní si vzali peníze a zbraně nedodali. Neúspěšně skončila též snaha získat zbraně od vesničanů, s nimiž přicházela do kontaktu část pracovního komanda.
Vězni vytvořili Organizační výbor, který měl na starosti přípravu útěku. Členy výboru byli původně Julian Chorążycki, Zeev Korland, český žid Želo Bloch, Adolf Freidman, Israel Sadowitz (Sudowicz) a Salzberg. Postupně počet členů rostl. Členem výboru a důležitou spojkou se stal např. Jankiel - Yaakov Wiernik nebo Čech Rudolf Masárek, poloviční Žid, který provázel svou židovskou ženu do Terezína a později i do Treblinky. Někteří z členů podzemního hnutí zemřeli. Např. Chorążycki zemřel v dubnu 1943 poté, co u něj zástupce velitele tábora Kurt Franz objevil větší sumu peněz a Chorążycki, který věděl, že ho čeká smrt, ho napadl. Došlo k šarvátce, v níž větší, mladší a lépe živený Franz získal navrch. Chorążyckému se nicméně podařilo vyprostit na tak dlouhou dobu, aby stihl rozkousnout jed. Dalšími členy výboru se stali tzv. táboroví starší Benjamin Rakowski a Bernard Galewski. Rakowského později zabil SS-man August Miete (zvaný Anděl smrti) v „Lazaretu“ (eufemistický název pro domek označený červeným křížem, kde byli stříleni ti, co z nějakého důvodu nemohli být posláni do plynu), když v jeho baráku našel ukryté peníze a zlato. Galewski se stal hlavou výboru a hlavním organizátorem vzpoury.
V dubnu a květnu 1943 došlo ke konečné likvidaci varšavského ghetta a následně transporty téměř ustaly. Počet vězňů pracovního komanda se zmenšoval. Někteří z nich umřeli, jiní byli zastřeleni. V dolním táboře (kde se třídily věci z transportů) se postupně snížil z 800 na necelých 600 a ve vyhlazovací části (kde se dokončovalo spalování mrtvých z hromadných hrobů) činil asi 250. Vězňové tušili, že konec tábora se rychle blíží. V červenci 1943 naplánoval Organizační výbor detaily vzpoury.

### Plán povstání
Datum vzpoury bylo stanoveno na pondělí 2. srpna 1943. Plán byl následující: nejprve (14:00–16:30) se zmocnit zbraní (pušky, granáty, pistole), o což se měli postarat takzvaní „pucfleci“, většinou mladí chlapci, který měli přístup do ubikací SS a tím i ke skladišti zbraní. Klíč od skladiště získali vězni zkopírováním originálu, když opravovali skladištní zámek. Zbraně pak tajně rozdat různým skupinám vězňů. Němci, kteří budou nalákáni do dílen, měli být v tichosti odstraněni za pomoci nožů a seker. Poté (16:30–17:30) měl přijít na řadu násilný převrat, který měla zahájit exploze granátu (resp. výstřel do vzduchu). Vězni měli napadnout SS-many a jejich velitelské budovy a ukrajinské strážné, zabít jich co nejvíce, zbývající Ukrajince zbavené velení zamknout do jednoho z baráků, zmocnit se jejich zbraní, přestřihnout telefonní kabel a zapálit všechny dřevěné budovy. Plynové komory měly být rovněž zničeny. Během této doby se měli vězni z vyhlazovací části tábora připojit k tzv. dolnímu táboru. Po této fázi měl následovat hromadný útěk do lesů. Ten už nebyl do detailu naplánován. Následná noc měla uprchlíkům poskytnout alespoň nějaký náskok před pronásledovateli. O vzpouře zprvu vědělo jen asi 60 lidí z tábora, neboť mezi vězni byli i informátoři a organizátoři se snažili minimalizovat možnost vyzrazení. Likvidace informátorů ostatně byla součástí plánu. Desítky dalších však z náznaků tušili, že se něco připravuje, ale nikdo se raději moc nevyptával. 1. srpna však již většina osazenstva tábora věděla, že se chystá velká vzpoura.

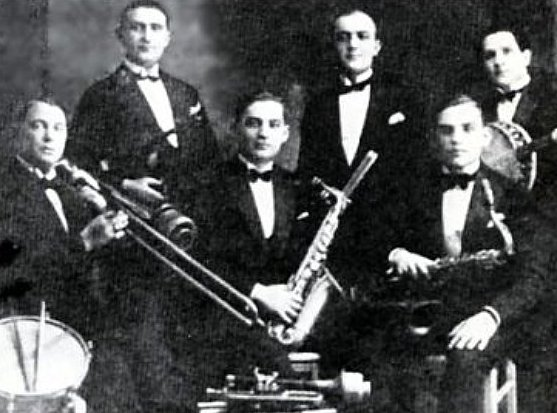
Jeden z vězňů, kteří zemřeli během povstání nebo byli zabiti krátce poté. Artur Gold, polský houslista a hudební skladatel stojí vlevo.

## Povstání
2. srpen 1943. Vše nejprve běželo podle plánu. Vzbouřencům zprvu nahrála i náhoda. Zástupce velitele tábora Kurt Franz spolu s dalšími třemi SS-many a šestnácti Ukrajinci se odjeli vykoupat do několik kilometrů vzdálené řeky Západní Bug. Posádka tábora tak byla výrazně oslabena. Ve dvě hodiny vše vypuklo. „Pucfleci“ pronikli do skladiště, ukradli a do báglů uschovali granáty, palné zbraně a munici. Zbraně byly poté propašovány do vězeňských budov a začaly být tajně distribuovány mezi vězně. Až do 15:30 šlo vše podle plánu, ale pak nastala komplikace, která pečlivě připravené schéma výrazně narušila. SS-man Kurt Küttner zvaný Kiwe se náhle objevil u vězeňského baráku č. 2 a měl rozhovor s jedním z informátorů jménem Kube (Kuba). Krátce poté si všiml mladého žida, který podle něj měl být jinde. Küttner ho prohledal a našel svazky peněz připravené na útěk. Küttner začal vězně bít a nadávat mu. Vše se rychle doneslo ke Galewskému. Ten rozhodl, že otevřená vzpoura musí začít okamžitě, neboť se obával, že mladý žid může prozradit, že se něco chystá. A to i přesto, že dosud nebyl zlikvidován žádný strážný a distribuce zbraní také nebyla dokončena. Ve chvíli, kdy Küttner mladého žida odváděl pryč, přistoupil s pistolí v ruce vězeň jménem Wallabanczik a na SS-mana vystřelil. Ten se zhroutil těžce zraněný k zemi. Bylo zhruba 16 hodin a povstání začalo.
To co následovalo, popisuje prakticky každý svědek trochu jinak. Jisté je však následující. Vězňům se podařilo zapálit několik budov a způsobit výbuch nádrže s benzínem. Zastřelili či jinak zneškodnili asi šest až deset strážných výhradně z řad Ukrajinců. SS-mani přežili všichni (včetně Küttnera), i když někteří byli zřejmě zraněni. V táboře nastal velký zmatek, vězni prchali mnoha směry, podařilo se zničit nebo přelézt ostnaté dráty na mnoha místech plotu. Okolí nebylo zaminované, tak jako v Sobiboru, a to hrálo ve prospěch uprchlíků. Strážní postříleli několik stovek vězňů už během vzpoury. Plán povstání se splnit nepodařilo, plynové komory zůstaly netknuté, telefonní vedení taktéž, kontrolu nad táborem povstalci nezískali. Nicméně přibližně 300 až 400 vězňům se podařilo z hořícího tábora smrti uniknout.

### Svědectví účastníků

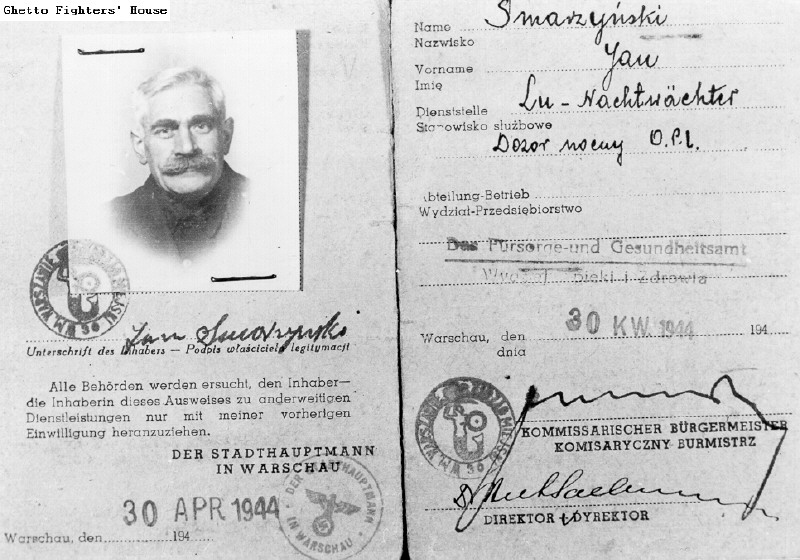
Falešný průlaz jednoho z treblinských uprchlíků Jankiela (Yankela) Wiernika, který obdržel v dubnu 1944, zněl na jméno Jan Smarzyński.

Richard Glazar, český vězeň, popsal začátek povstání:
„Vpředu, někde u našich obytných baráků padne výstřel, chvilka ticha - prásk - jeden granát, druhý, třetí, vidím, jak vybuchne vpředu na dlážděné cestě - vachman (ukrajinský strážný) stojící za námi zmizí pod ostatními těly a někam se propadne, ten u plotu taky, jako když ho do země vbije - Josek a Heršek mají v rukou pušky - 'Revoluce - konec vojny!' - druhá část hesla má zmást vachmany. 'Hurá' - nejdřív jednotlivě, nesměle - sám to nemohu dostat z prsou, chrčí mi to v krku, teď to konečně prorazí - hurá! - spojuje se, sílí, sborové táhlé hurá - a Treblinkou zní křik, jaký z ní dosud nevzešel - křik člověka... Z chrastí okolo vyšlehnou ohníčky - něco mi letí přes hlavu a vybuchne před baráky Ukrajinců - brána do druhého tábora je otevřená a za ní zaklekává s puškou nějaká kulatá ostříhaná hlava - podle toho by to mohl být Želo - 'Kiwe ji dostal', zaslechnu...“

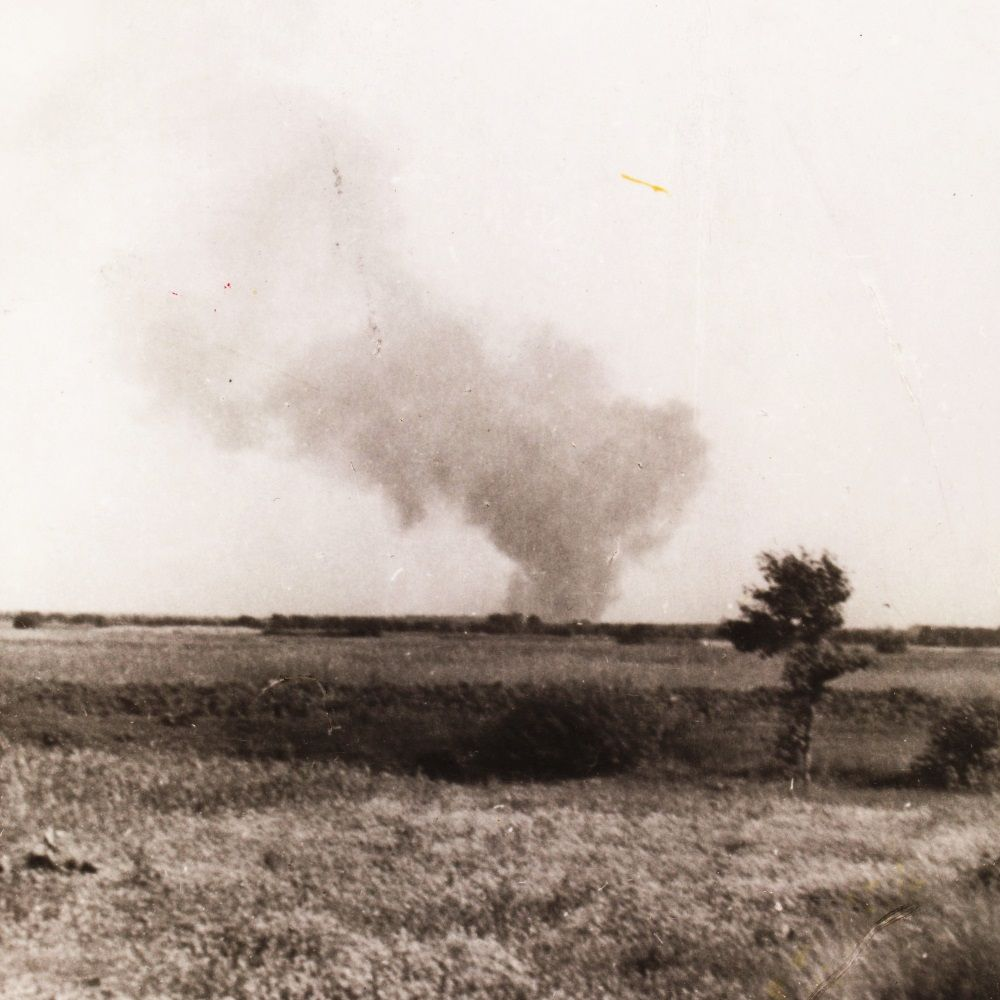
Fotografie, pořízená přednostou železniční stanice ve vsi Treblinka Franciszkem Ząbeckým, zachycuje dým stoupající z hořícího tábora

Kalman Teigman při výslechu během procesu s Eichmannem vypovídal takto:
„Signál, který vzpouru odstartoval, byl výbuch granátu. Poté následovaly další exploze, začaly požáry. V táboře byl mladík, který dezinfikoval a deratizoval budovy Němců a Ukrajinců. Na zádech měl nádržku s kapalinou, kterou rozprašoval. Toho dne jí naplnil směsí chemikálií - benzínu a petroleje a postříkal tím baráky. Navíc zde byla velká nádrž benzínu poblíž garáže. Nádrž rovněž chytla a pak explodovala. Zapálila i plot. Byl jsem právě v dílně a opravoval hliníkové nářadí. Věděl jsem, že mám v garáži dostat zbraně. Běžel jsem tam, ale vše v okolí hořelo a plamen mi zabránil se tam dostat. Otočil jsem se a běžel jsem směrem k Lazaretu, k druhé bráně.“
Jankiel (Yankel) Wiernik, který se právě nacházel v horním táboře, napsal ve své knížce Rok v Treblince vydané již v roce 1945:
„Náhle jsme uslyšeli signál - střelu vypálenou do vzduchu. Vyskočili jsme. Každý se ujal svého úkolu, který měl určený. Jedním z nejtěžších bylo vylákat Ukrajince ze strážních věží... Jeden z židů vyšplhal na žebřík k Ukrajinci a ukázal mu zlatou minci. Ten okamžitě zapomněl na svou službu, seskočil dolů a šel k židovi. Ostatní se na něj vrhli, zneškodnili ho a vzali mu revolver.“
Samuel Willenberg (Wilenberg), jeden ze dvou dosud žijících (únor 2012) pamětníků napsal:
„Uslyšel jsem výstřel a běžel do baráku pro bundu, v níž jsem měl zlato schované pro útěk... Na strážní věže stříleli vězni z pušek. Vzduch se rozechvěl explozí, pak druhou, třetí... Vězni běhali všemi směry... Zmatek byl nepopsatelný. Jedna z dřevěných budov... hořela... Černé mraky kouře zakryly oblohu. Pušky a kulomety pálily z věží. Ojedinělá střelba z naší strany odpovídala... Naše řady řídly. Situace se stávala kritickou. Poblíž mě držel muž pušku, ale nestřílel. Popadl jsem ji, zacílil dlouho a pečlivě, stiskl spoušť, jednou, dvakrát, třikrát. Temná silueta na věži se sesunula, kulomet zmlkl...ale potom opět začala palba... Skákali jsme od stromu ke stromu, až jsme dosáhli plotu. Protrhli jsme ostnatý drát. Pak jsme museli běžet 50 metrů k dalšímu plotu a za ním stály protitankové zátarasy. Za mnou...se všude válela těla, zachycená na ostnatých drátech, krvácející... Nikdo jim nevěnoval pozornost.“
Velitel tábora Franz Stangl popsal vzpouru takto:
„Podíval jsem se z okna a uviděl několik židů na vnější straně prvního plotu - museli seskočit ze střechy ubytoven SS a stříleli... V nebezpečných situacích jako tato bylo mou první povinností informovat velitele nejbližší posádky bezpečnostní policie. Když jsem tam volal, naše benzínová stanice vybuchla... Následně chytlo celé táborové ghetto. Potom přiběhl Matthes, velitel vyhlazovací části a sdělil mi, že i tam hoří...“

## Útěk a přežití
Z 850 vězňů, kteří se nacházeli v táboře 2. srpna 1943, se jich do povstání asi 100 vůbec nezapojilo (většinou slabí a nemocní). Všichni byli zastřeleni. Dalších zhruba 400 strážní pobili přímo v táboře, mezi nimi prakticky všechny hlavní organizátory vzpoury. Přibližně 350 se podařilo z Treblinky uniknout. Asi 200 z nich německé pátrací oddíly našly a zabily během následujících několika dnů. Ze zbývajících přežilo válku nejméně 60 (některé odhady hovoří až o 100). Osud zbylých není znám. Seznam většiny přeživších je uveden níže. O tom, jak se vězňům konkrétně podařilo přežít, hovoří jednotlivá svědectví a nelze zobecňovat. Zajímavě se například odvíjel osud Čechů Richarda Glazara a Karla Ungera, kteří se shodou náhod a vlastní smělostí dostali na práci do Mannheimu v Německu, kde žili až do osvobození americkou armádou v dubnu 1945. Díky tomu, že přežilo relativně velké množství lidí (ve srovnání s Chelmnem a Belzcem), je Treblinka poměrně dobře zmapovaným táborem. Mnoho bývalých vězňů pak svědčilo v procesu s Adolfem Eichmannem a hlavně v procesech se strážci a veliteli tábora, které se konaly v letech 1964–1965 a 1970 ve Spolkové republice Německo.

### Konec Treblinky

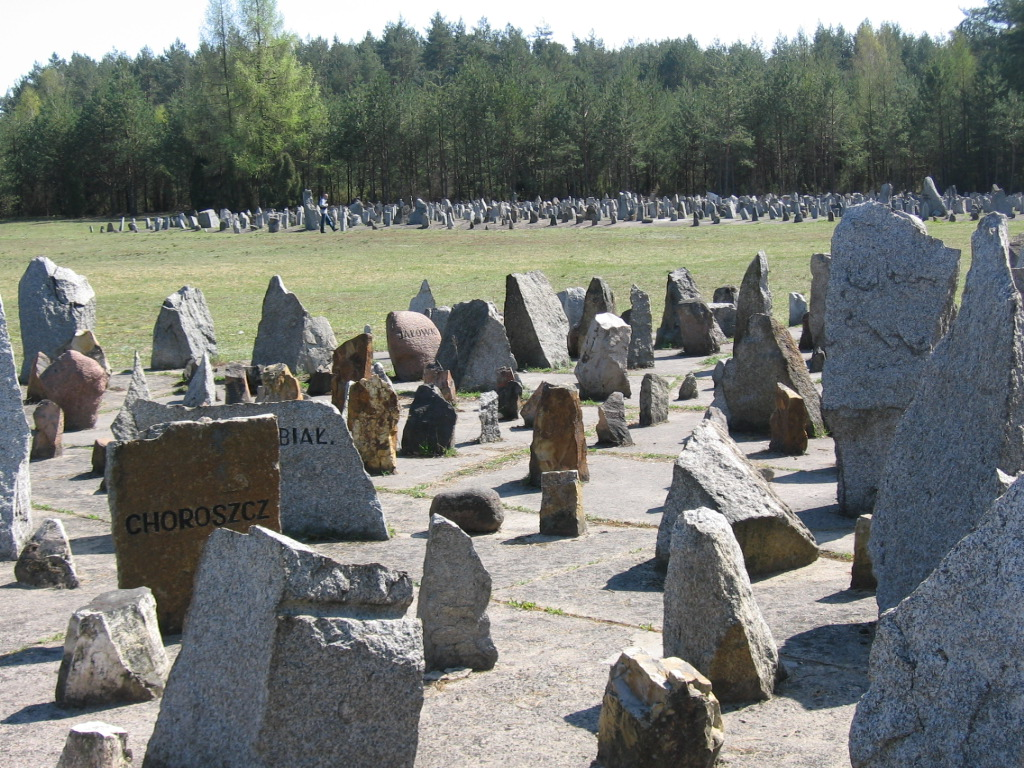
Současná podoba tábora

Ač to mnohé zdroje uvádí, povstání v Treblince (ani povstání v Sobiboru) nebylo důvodem ukončení činnosti tábora. Nacisté již dlouho předtím plánovali jeho zavření, neboť Operace Reinhard byla prakticky završena. Přestože se vězňům podařilo zapálit a granáty poničit množství budov, dokázali nacisté s pomocí pracovního komanda dát tábor provizorně do pořádku, a již 18. a 19. srpna 1943 mohli přijmout a zlikvidovat poslední transporty z ghetta Bialystok. Franz Stangl a další účastníci Operace Reinhard byli přeloženi do Terstu. Posledním velitelem Treblinky se stal Kurt Franz. Ten měl za úkol zahladit stopy po masovém vraždění. Během září až listopadu byl tábor rozebrán a všichni členové pracovního vězeňského komanda zavražděni. Na místě tábora byla zřízena farma pro Ukrajince. Svět se o Treblince neměl nikdy dozvědět. Díky vězňům, kteří měli tu odvahu povstat, však vyšla pravda najevo.

### Seznam vězňů kteří přežili Treblinku a válku
Následující seznam je vytvořen především na základě komentovaného seznamu v Treblinka Death Camp "Remember Me". Většina z uvedených lidí unikla během povstání 2. srpna 1943.
- Přeživší účastník povstání, Samuel Willenberg během setkání v Treblince v roce 2013Czeslaw Augustyniak

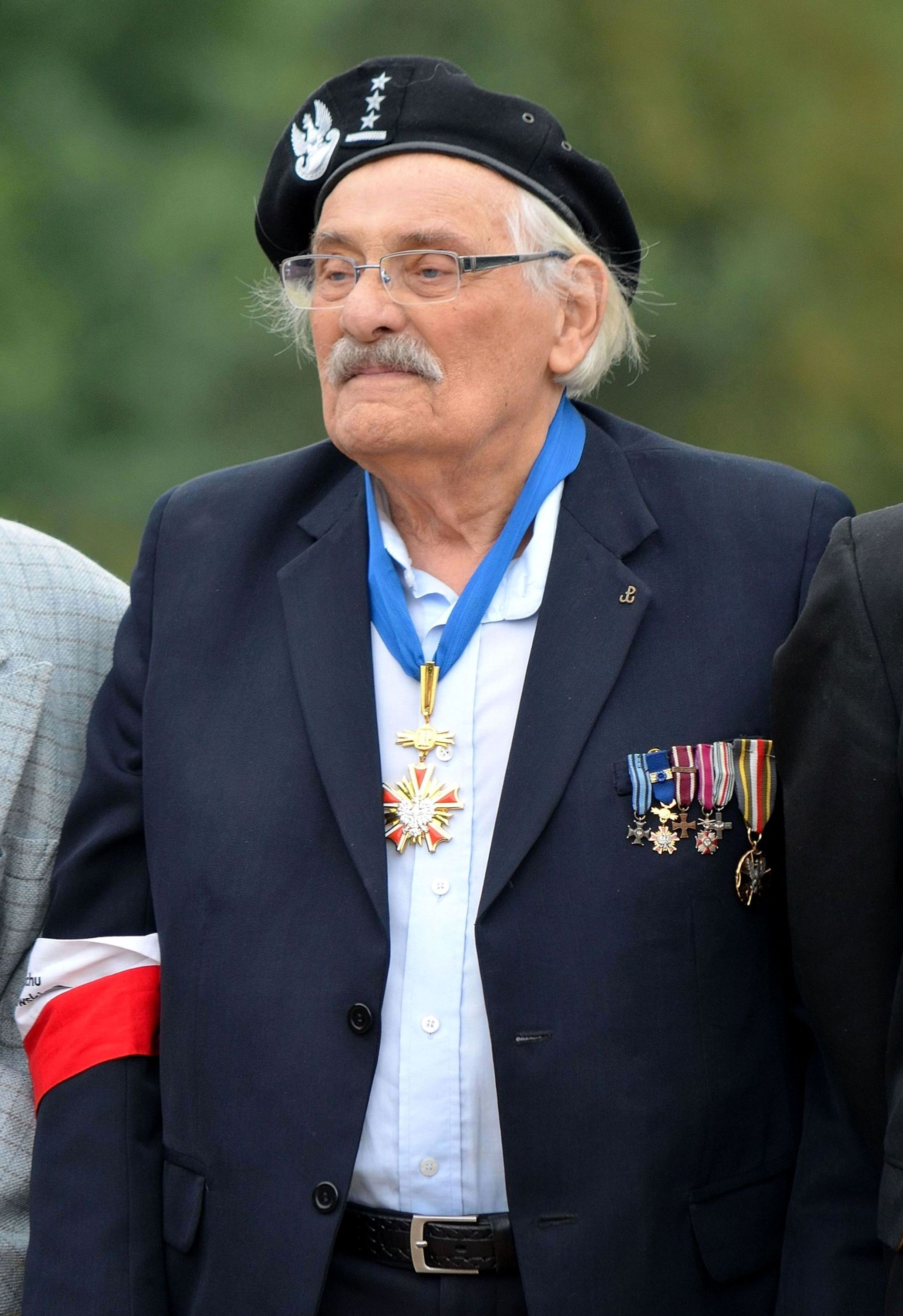
Přeživší účastník povstání, Samuel Willenberg během setkání v Treblince v roce 2013

- Oskar Berger (unikl ve vagónu s ukradenými věcmi v září 1942)
- Yechiel Berkowicz (taktéž)
- Abraham Bomba (taktéž)
- Yechezkel Cooperman (taktéž)
- Gustav Boraks
- Hennoch Brener
- Brothandel
- Chaim Ciechanowski
- Lejzer Ciechanowski
- Josef Czarny
- Aaron Czechowicz
- Nachum Diamant
- Jakob Domb
- Jacob Eisner (unikl z Treblinky v lednu 1943)
- Pinchas Epstein
- Leon Finklestein
- Richard Glazar
- Szymon Goldberg
- Abraham Goldfarb
- Zygmunt Gostynski
- Sonia Grabinski
- Tanhum Grinberg
- Eliahu Grinsbach
- Yosef Gross
- Josef Gutman (unikl v srpnu 1942 po dvou týdnech v táboře, dostal se do varšavského ghetta, kde o svých zkušenostech informoval obyvatele, kteří mu však nevěřili)
- Izak Helfing
- Elena Leon Ishkah
- Jacob Jakubowicz
- Stanislaw Kon
- Arie Kudlik
- Lachman
- Mojzesz Laks
- Sonia Lewkowicz
- David Lieberman
- Abraham Lindwaser
- Anshel Medrzycki
- Moshe Pacanowski
- Marian Platkiewicz
- Henryk Poswolski
- Jacob Rabinowicz
- Jerzy Rajgrotzki
- Samuel Rajzman
- Moshe Rappaport (utekl z tábora v lednu 1943)
- Yechiel Meir Reichman
- Berek Rojzman
- Eliahu Rosenberg
- Max Rosenblat
- Wolf Schneiderman
- Joseph Siedlecki
- Henryk Sperling
- Oscar Strawczynski
- Zygmunt Strawczynski
- Bronka Sukno
- Wolf Szejnberg
- Jacob Szmulowicz
- Chaim Sztajer
- Kalman Teigman
- Karel Unger
- Azriel Wallach
- Szyja Warszawski
- Jankiel (Yankel) Wiernik

- Samuel Willenberg
- Joseph Zymerman